# Ouranosaurus
Ouranosaurus is een geslacht van uitgestorven plantenetende dinosauriërs uit de groep van de Euornithopoda, dat tijdens het Vroeg-Krijt leefde in het gebied van het huidige West-Afrika. De enige bekende soort is de typesoort Ouranosaurus nigeriensis.
Ouranosaurus is in 1965 in Niger gevonden en kreeg in 1976 zijn naam die zoiets als 'varaansauriër' betekent. Er zijn twee bijna volledige skeletten ontdekt zodat wetenschappers een goed beeld van het dier kregen. Ouranosaurus kon ongeveer acht meter lang worden en twee ton zwaar. Hij liep meestal op vier poten maar kon ook op alleen de achterpoten rennen. Naast de lange platte kop was het opvallendste kenmerk van Ouranosaurus een enorme hoge kam die van de voorkant van de rug af tot over de staart doorliep. De geleerden weten niet precies waar dat rugzeil toe diende. Het kan gebruikt zijn om de lichaamstemperatuur te regelen maar ook om mee te pronken bij soortgenoten.

## Naamgeving en vondst
Ouranosaurus werd in 1976 benoemd en beschreven door de Franse paleontoloog Philippe Taquet op basis van een in januari 1965 bij de vindplaats Camp des deux Arbres in Niger bij Gadoufaoua gevonden skelet dat in 1966 werd opgegraven. De geslachtsnaam is afgeleid van het Tamasheq oerane, 'varaan', een dier dat de Toeareg beschouwen als hun totem en voorouderlijke oom van moederszijde. Taquet baseerde zijn keuze mede op het feit dat dit woord, net als 'varaan', afgeleid is van het Arabisch waran, 'dapper' of 'onvervaard' en ook verwijst naar Ouranos (Οὐρανός, letterlijk “hemel” in het Oudgrieks), een van de Griekse oergoden (protogenoi) en een Griekse god van de hemel. De soortaanduiding verwijst naar Niger. De soortnaam Ouranosaurus nigeriensis was in 1972 voor het eerst door Taquet gebruikt, nog als een onbeschreven nomen nudum, in het septembernummer van het blad Science et Avenir.
Het holotype MNHN GDF 300 is gevonden in lagen van de bovenste Elrhazformatie die dateert uit het Laat-Aptien of het Vroeg-Albien, zo'n 112 tot 110 miljoen jaar geleden. Het bestaat uit een vrijwel volledig skelet waarvan het origineel tegenwoordig opgesteld is in de Nigerijnse hoofdstad Niamey, niet in het Museum national d'histoire naturelle zoals het inventarisnummer zou kunnen doen vermoeden; het Parijse museum stelt slechts een afgietsel ten toon. Het holotype werd in verband gevonden op een oppervlakte van vijftien vierkante meter. In 1965, 1966 en 1972 werden ook andere specimina van de soort gevonden. Deze omvatten het paratype, GDF 381, een tweede vrij volledig skelet gevonden in 1972, en als toegewezen vondsten GDF 301, een groot ravenbeksbeen, en GDF 302, een dijbeen.

## Beschrijving

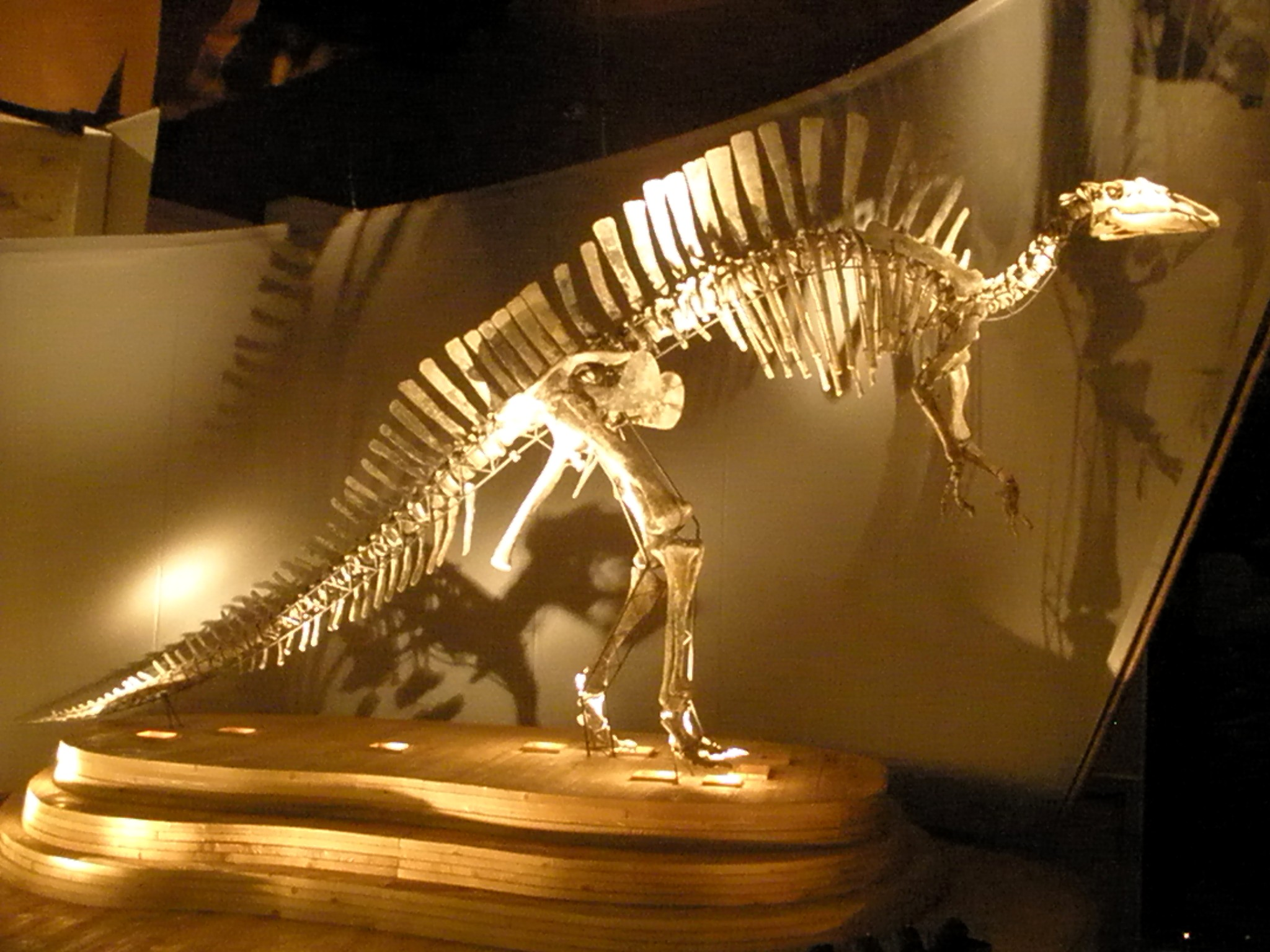
Een afgietsel van het skelet

### Algemene bouw en grootte
Ouranosaurus is een vrij grote euornithopode. Het opgestelde skelet heeft een lengte van zo'n zeven meter; Taquet schatte het gewicht op vier ton. Het ravenbeksbeen duidt op een iets groter exemplaar. Gregory S. Paul schatte in 2010 de lengte van de grootste individuen op 8,3 meter, hun gewicht op 2,2 ton — Taquet had geen rekening gehouden met de bouw van het dier. Ondanks de aanzienlijke absolute afmetingen is Ouranosaurus tamelijk rank en langwerpig gebouwd waarvan ook de zeer lange schedel getuigt. De voorpoten hadden geen grijpfunctie meer en Ouranosaurus bewoog zich normaliter kennelijk op vier poten voort.

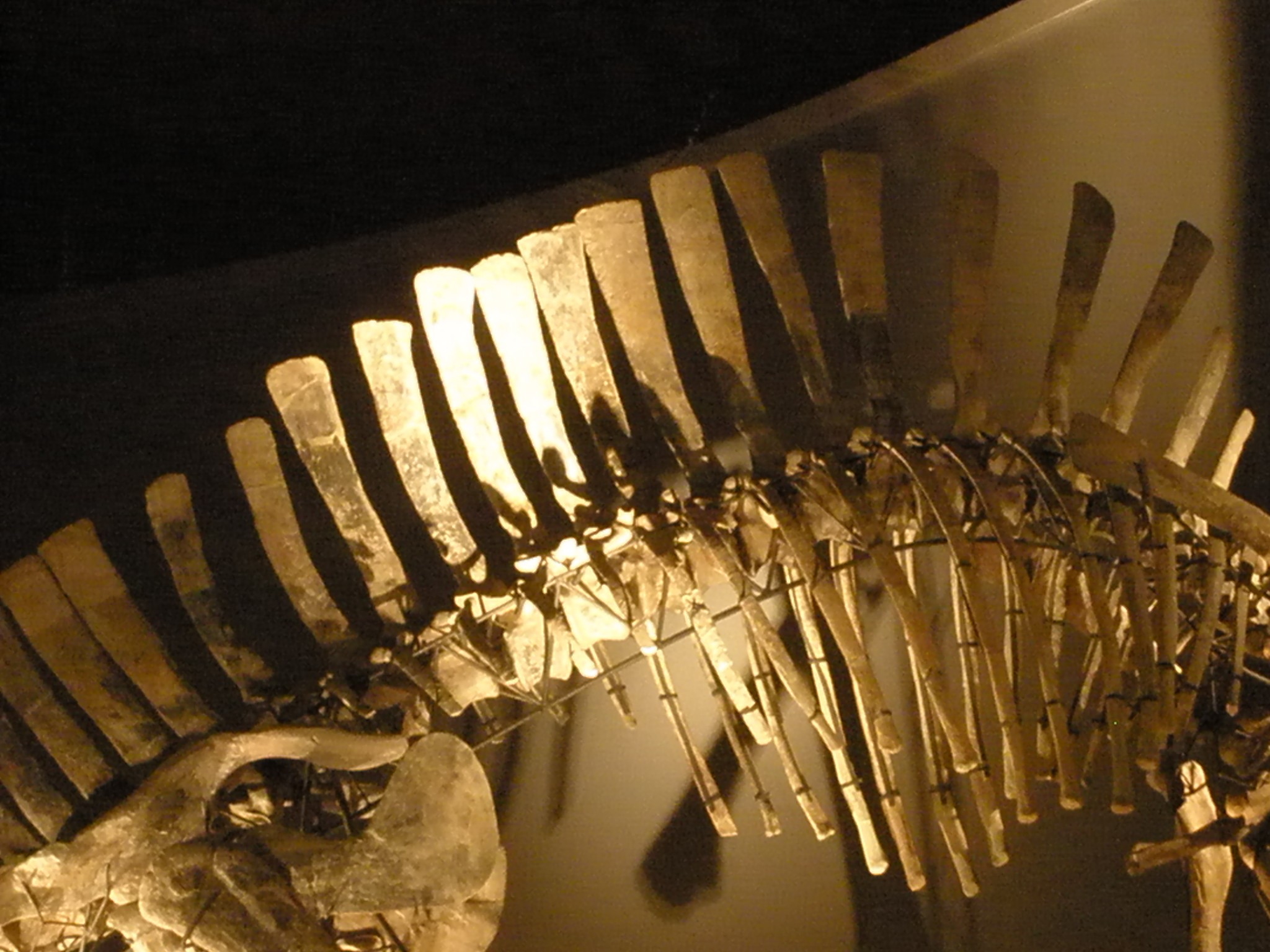
De spinae of doornuitsteeksels

Het meest opvallende kenmerk van Ouranosaurus waren de enorme doornuitsteeksels op de ruggenwervels en staartbasis die wellicht een groot zeil op zijn rug ondersteunden. Eenzelfde kenmerk treffen we aan bij Spinosaurus, een vleesetende tijdgenoot uit hetzelfde gebied. Het is wel verondersteld dat het extreem hete klimaat uit die periode tot overeenkomstige aanpassingen geleid heeft: een zeil vergrootte het uitstralingsoppervlak zodat de dieren konden afkoelen door overtollige lichaamswarmte. Ook twee veel eerdere synapsiden, Dimetrodon en Edaphosaurus, hadden een zeil, hoewel ze niet aan de dinosauriërs verwant waren. Bij deze had het zeil vermoedelijk mede de functie het dier op te warmen. Bij de dinosauriërs speelde dat vermoedelijk geen rol; door hun enorme massa waren die weinig gevoelig voor afkoeling — als ze al niet volledig warmbloedig waren. Een andere mogelijkheid is dat de structuur een kleurige kam vormde die gebruikt werd als pronkorgaan. Ook de iets ruimere verwant Dollodon had verlengde doornuitsteeksels. Een derde hypothese is dat door de kam, die in ieder geval op de onderkant door spierlagen bedekt was, een brede gespierde schoft of vetbult gedragen werd. Voor pure spieraanhechting is de kam eigenlijk veel te groot en lang; misschien dat echter een lang droog seizoen overleefd werd door een grote vetvoorraad op te bouwen.

### Diagnose
Paul stelde in 2010 een lijst van onderscheidende kenmerken vast, waarbij een eerdere diagnose door Taquet aan nieuwe informatie was aangepast. De snuit is circa 1,9 maal zo lang als de achterkant van de schedel achter de voorrand van de oogkas. Het gedeelte van de onderkaak voor de processus coronoides is vijf maal zo lang als de minimale hoogte van de kaak. De snuit en de snavel zijn afgeplat met een opvallend driehoekig profiel. De neusgaten liggen ver naar achteren. De fenestra antorbitalis en de verdieping eromheen zijn sterk in grootte gereduceerd. Het hoogste punt van de maxilla ligt ver naar achteren. De tak van de praemaxilla die naar de maxilla loopt is matig hoog. Het traanbeen is lang en raakt het neusbeen. De oogkas heeft geen secundair os palbebrale. Het onderste slaapvenster is klein. Het achterdeel van het jukbeen is lang. Het quadratojugale is hoog. Het quadratum is kort, in dwarsdoorsnede breed, met een gekromde schacht, een hoog geplaatste zijopening en zonder opstaande richel aan de bovenste achterkant. Er is een groot hiaat tussen de bovenste tandenrij en de snavel. Zowel in de bovenkaak als de onderkaak bevinden zich tweeëntwintig tandposities. De achterpoot is twintig procent langer dan de rug. De achterste ruggenwervels hebben geen verkorte wervellichamen. De doornuitsteeksels van de rug, onderrug en staart zijn zeer hoog en vormen een opvallend zeil. Er is een sacrum van zes vergroeide sacrale wervels. Het schouderblad is smal en in het midden vernauwd met een smalle onderkant en een laag geplaatste naar beneden gerichte processus acromialis. De voorpoot heeft vijfenvijftig procent van de lengte van de achterpoot; 110 tegenover 192,5 centimeter. Op het opperarmbeen is de deltopectorale kam laag geplaatst en gering in omvang. De hand is kort en breed. Het eerste vingerkootje van de eerste vinger ontbreekt. De duimstekel en de andere handklauwen zijn klein. Het darmbeen heeft een hoog blad. Het dijbeen, met een lengte van 811 millimeter, is recht. Het eerste middenvoetsbeen ontbreekt, het tweede is lang.

### Skelet

#### Schedel en onderkaken

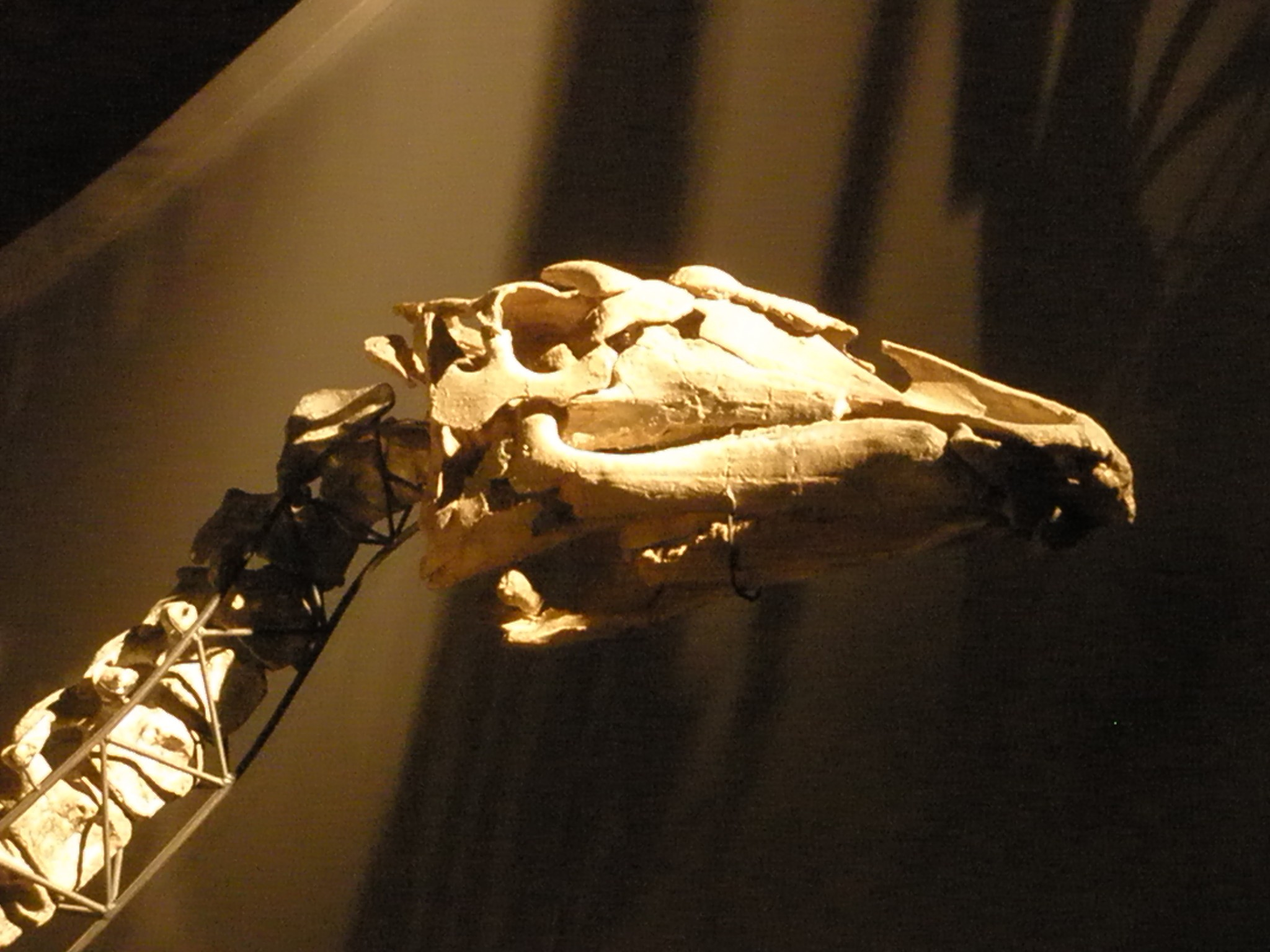
De schedel

De schedel van het holotype heeft een lengte van zevenenzestig centimeter. Hij tamelijk langgerekt. De achterkant is vrij smal en het breedste punt ligt met 244 millimeter iets achter de ronde oogkassen. Naar voren toe vernauwt de bovenkant gelijkmatig tot voor de tandenrij. Daarna krommen de zijkanten uiteen zodat een brede 'eendensnavel' gevormd wordt met een rechte voorkant, een geval van convergente evolutie met de latere Hadrosauridae, de spoon-billed dinosaurs. Achter de neusgaten en voor de ogen bevinden zich op de voorhoofdsbeenderen van het schedeldak twee naast elkaar gelegen piramidevormige bulten, waarvan de functie onzeker is; mogelijk dienden ze om mee te dreigen of vechten. De punt van de platte snuit reikt tot beneden het niveau van de kaaklijn maar bereikt deze positie niet, zoals bij andere basale hadrosauroïden, in een kromming maar doordat dit rostrum aan zijn basis een plotse hoek maakt met de rest van de schedel. De schedel is erg plat: de hoogte is met zesentwintig centimeter maar zevenendertig procent van de lengte en het cranium is bijna even breed, drieënnegentig procent, als hoog. Op de achterkant van de schedel is de processus paroccipitalis, het aanhechtingspunt voor de spier die de kaak opent, de Musculus depressor mandibulae, is opstaand, breed en naar voren toe schuin. Het raakpunt met de nek, de condylus occipitalis is breed en afgeplat. De processus basipterygoideus onderaan de hersenpan is zijwaarts gericht. De bovenste slaapvensters zijn breed en wijken naar voren toe uiteen.

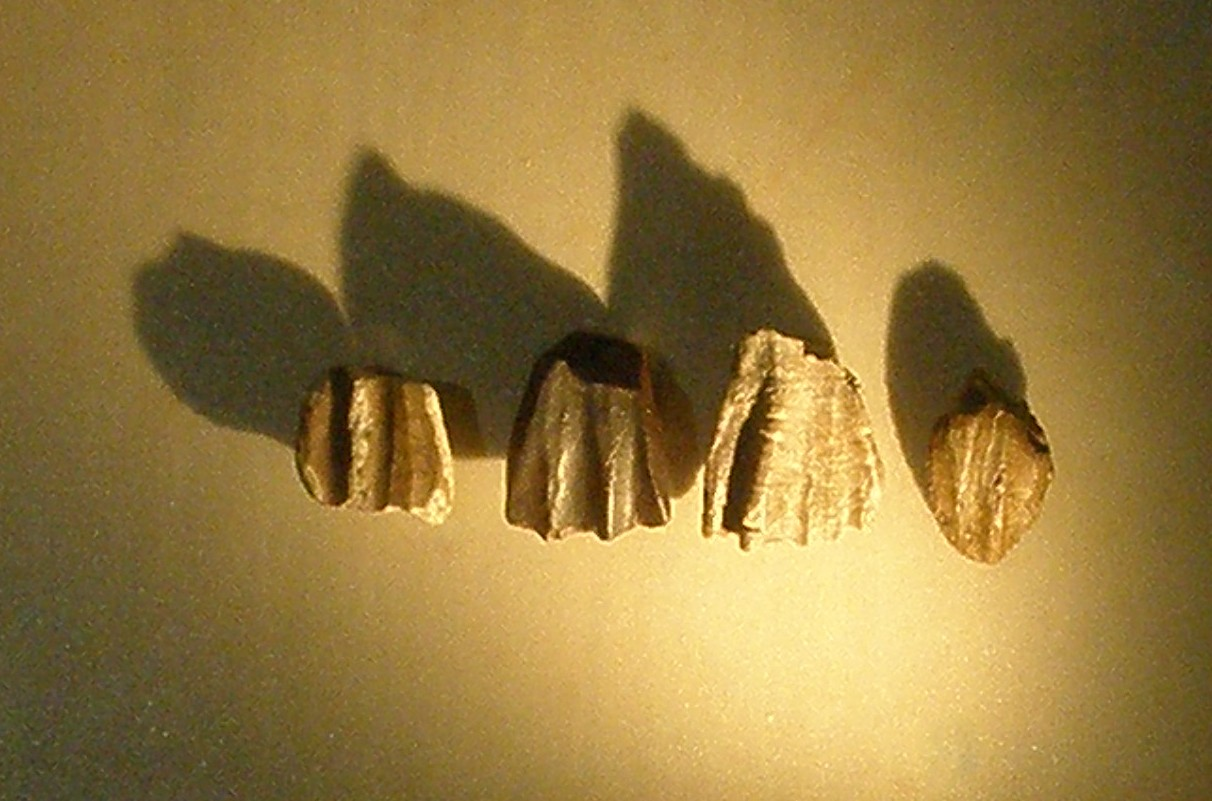
Enkele tanden

De onderkaken zijn recht en lang, vrij plat en dragen vooraan een kleine korte maar brede snavel die vrijwel in het verlengde van de kaak loopt en niet verdiept aan het uiteinde. Het dentarium dat de tanden draagt, loopt naar voren toe iets op; tussen de voorste tand en de ondersnavel bevindt zich een groot hiaat. Aan de achterkant van de onderkaak is een opvallend naar achteren wijzend uitsteeksel, de processus retroarticularis.
De tanden, die in de voor de Iguanodontia typische tandbatterijen geplaatst zijn, hebben gegolfde randen. Er is geen derde generatie (vervangings)tanden aanwezig.

#### Postcrania
De wervelkolom telt elf halswervels, zeventien ruggenwervels, zes sacrale wervels en veertig staartwervels voor een totaal van vierenzeventig. 

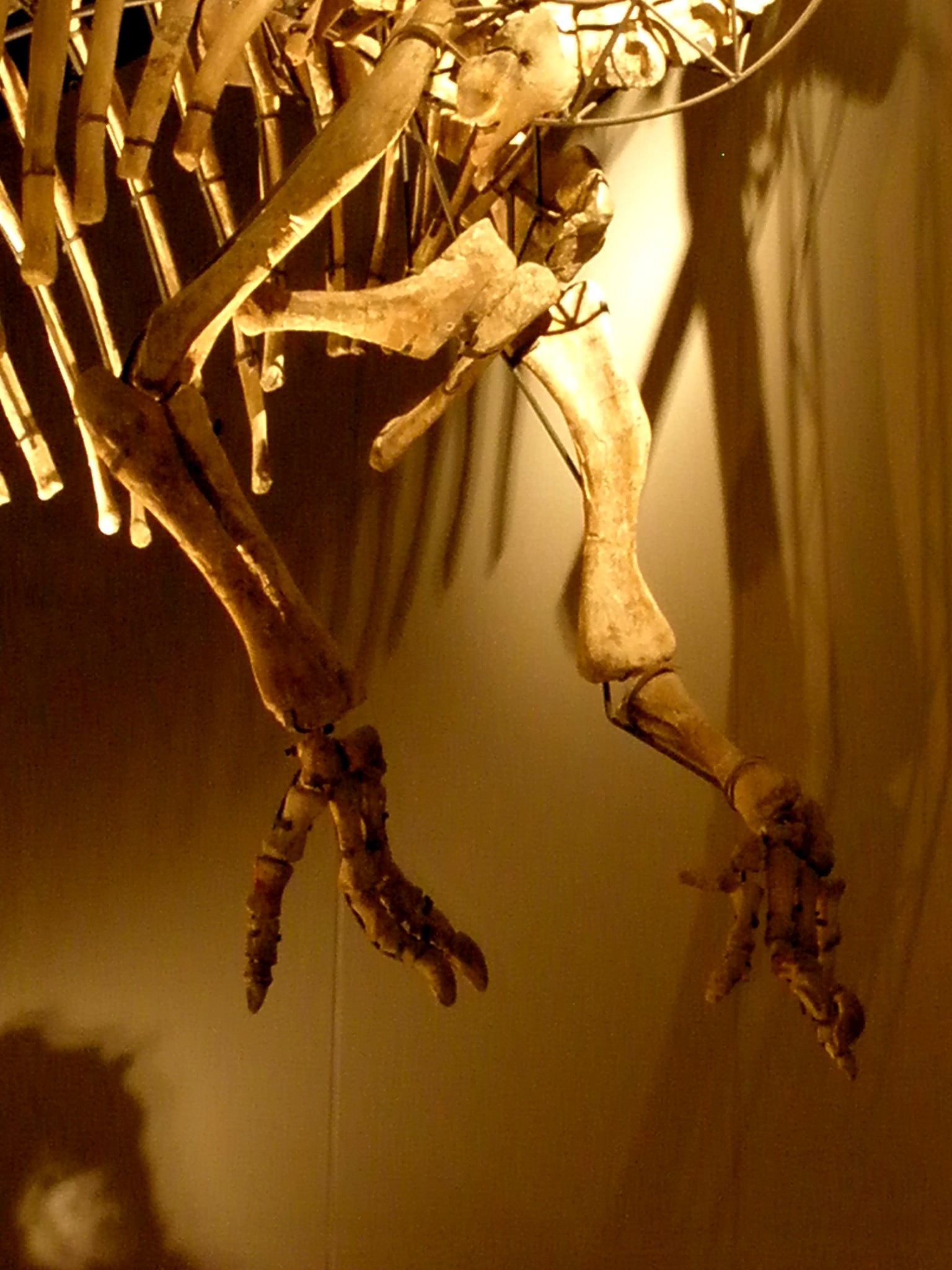
De armen

De nek is relatief lang; de halswervels zijn opisthocoel: van voren bol en van achteren hol. De rugkam wordt meestal afgebeeld met een geleidelijk maar vrij steil oplopende voorrand, conform de situatie bij de opgestelde skeletten. Daarvan is echter niets met zekerheid bekend want de voorste vier ruggenwervels ontbreken bij de fossielen; de reconstructie is aangevuld. Het vijfde doornuitsteeksel heeft al een lengte van tweeëndertig centimeter maar nog wel een spitse punt; Taquet meende dat die als aanhechtingspunt diende voor een pees die de bovennek of schedel omhoog hield. Daarna nemen de spinae in lengte toe tot ze hun maximum van drieënzestig centimeter bereiken bij de tiende tot en met twaalfde wervel. Ze zijn dan afgeplat tot een dikte van één centimeter, verbreden naar boven toe en staan wat uiteen door de kromming van de rug. Na de tiende wervel zijn de doornuitsteeksels verbonden door verbeende pezen en is hun oppervlak ruwer. Na de twaalfde wervel nemen de spinae weer in lengte af en kantelen naar achteren. Bij de zeventiende heeft de achterrand een groeve en daarin rust de hoekpunt van de lagere spina van de eerste sacrale wervel. De sacrale wervels hebben een vrij lage reeks van zes spinae, met de achterste als de langste. Het doornuitsteeksel van de eerste staartwervel is nog weer hoger en de tweede wervel heeft de langste spina van de staart waarna de lengte weer geleidelijk afneemt. De staartbasis draagt zo een vrij hoge kam; doordat de staart relatief kort is, vormt deze een tamelijk scherpe punt; de onderzijde daarvan loopt vrijwel horizontaal doordat de chevrons veel geleidelijker in lengte afnemen.
In de voorpoot is het opperarmbeen erg recht en lang: 55,5 centimeter. De ellepijp is zevenenveertig centimeter lang. De hand is lichtgebouwd; Taquet ging ervan uit dat de vijfde vinger geen grijpende functie meer had doordat het vijfde middenhandsbeen tot een rudimentaire spoor gereduceerd was die niet zijwaarts gericht kon worden. De formule van de vingerkootjes is 1–3-3-3-3 of 1-3-3-3-4.
Het darmbeen is laag met een voorblad dat de helft van de lengte beslaat, een bolle bovenkant en een achterblad dat geen scherpe hoek maakt met het aanhangsel voor het zitbeen. Het heupgewricht is ondiep. Het zitbeen is lang en recht met een verbreed uiteinde en een hoge processus obturatorius die maar ruimte laat voor een nauwe canalis obturatorius. Het schaambeen is zeer smal maar de processus praepubicus is zeer groot, afgerond en naar boven gericht; de postpubis is recht, korter dan het zitbeen en aan het uiteinde iets verbreed. Het sprongbeen overgroeit wel achteraan maar niet vooraan het 785 millimeter lange scheenbeen. De formule van de teenkootjes is 0-3-4-5-0.

## Fylogenie

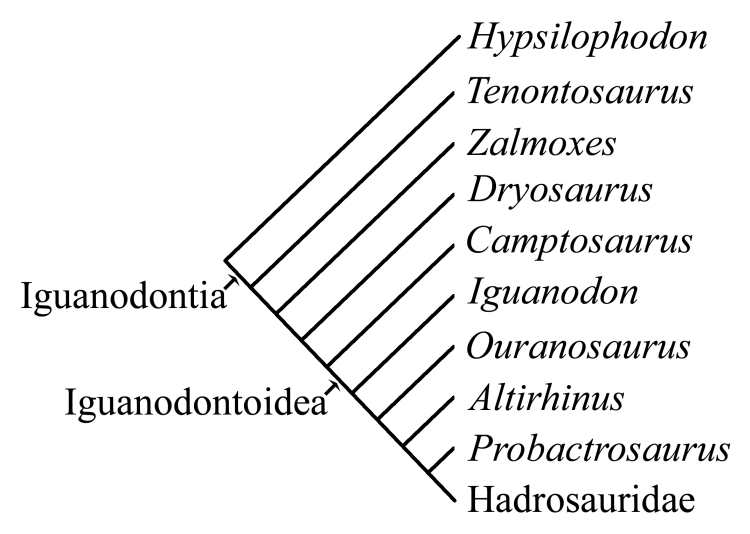
Een kladogram dat de plaats van Ouranosaurus in de stamboom toont

Taquet plaatste Ouranosaurus in de Iguanodontidae. Latere exacte kladistische analyses toonden aan dat de soort basaal geplaatst is in de Hadrosauroidea. De meeste studies hebben als uitkomst dat Ouranosaurus niet heel nauw aan de Hadrosauridae verwant is maar de resultaten zijn onzeker door de vele specialisaties van het skelet.

## Levenswijze

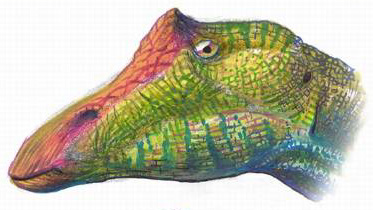
Misschien hadden de bulten op de kop een opvallende signaalkleur

Ouranosaurus leefde in een gebied dat in het vroege Krijt een tropische rivierdelta was. Zijn brede bek en lichaamshouding wijst erop dat hij zich specialiseerde het in op lage hoogte eten van grote hoeveelheden laagwaardig plantenmateriaal. In zijn leefgebied kwam ook de verwant Lurdusaurus voor. Anders dan de ranke Ouranosaurus was die juist zeer zwaar gebouwd. Het is onduidelijk of die tegenstelling betekent dat beide soorten zich in een aparte niche specialiseerden en of die rolverdeling neerkwam op een vermijden van voedselconcurrentie of het toepassen van een andere verdedigingstactiek tegen roofsauriërs. Volgens Taquet was Ouranosaurus ondanks zijn lichte bouw geen goede renner; de kleine vierde trochanter op het dijbeen zou erop wijzen dat de retractorspieren van de staart daarvoor te zwak ontwikkeld waren. Opvallend is dat een derde grote planteneter in de formatie gevonden is, de sauropode Nigersaurus, die ook al een zeer brede bek had voor het begrazen van bodemplanten. Een kleinere euornithopode verwant en leefgenoot was de snelle Elrhazosaurus.
Er zijn verschillende roofdieren in de formatie gevonden maar geen daarvan was gespecialiseerd in het bejagen van grote prooien op het land: Cristatusaurus en Suchomimus worden meestal gezien als viseters en Elaphrosaurus iguidensis was een vrij klein dier. Het is dus onbekend of Ouranosaurus belangrijke natuurlijke vijanden had.
De grote rugkam van Ouranosaurus en de bulten op de kop zijn een aanwijzing voor een leven in kudden en zou leeftijd of geslacht getoond kunnen hebben aan soortgenoten. Over rijping, voortplanting of seksuele dimorfie is overigens niets bekend; eieren, nesten of jongen zijn niet gevonden.